# Joachim Holbek
Joachim Holbek (født 12. november 1957 i Kongens Lyngby) er en dansk musiker og filmkomponist. Han har bl.a. komponeret musik til flere af Lars von Triers film samt scenisk drama og dans.
Joachim Holbek er søn af skuespilleren Hanne Holbek (1933-2011). Han flyttede til Norge etter at moren i 1962 giftede sig med Aksel Sandemose. De boede i Søndeled i Norge. Søster Cæcilia Holbek Trier.

## Udvalgt filmografi

### Musik
- 2007 – Kærlighed på film
- 2005 – Bang Bang Orangutang
- 2005 – Manderlay
- 2004 – Dag og Nat
- 2002 – Halalabad Blues
- 2002 – Wilbur begår selvmord
- 2000 – Detektor
- 1999 – Flugten fra Jante
- 1999 – Toast
- 1998 – Lysets hjerte
- 1997 – Nonnebørn
- 1997 – Budbringeren
- 1997 – Nightwatch
- 1997 – Den sidste viking
- 1996 – Charlot og Charlotte
- 1995 – Alletiders Nisse
- 1994 – Nattevagten
- 1994 – Riget
- 1993 – Smukke dreng
- 1993 – Det bli'r i familien
- 1992 – Russian Pizza Blues
- 1991 – Europa
- 1988 – Medea